# Elton on the Hill
Elton on the Hill – wieś w Anglii, w hrabstwie Nottinghamshire, w dystrykcie Rushcliffe. Leży 19 km na wschód od miasta Nottingham i 167 km na północ od Londynu.